# Іст-Сент-Клер Тауншип (округ Бедфорд, Пенсільванія)
Іст-Сент-Клер Тауншип (англ. East St. Clair Township) — селище (англ. township) в США, в окрузі Бедфорд штату Пенсільванія. Населення — 2908 осіб (2020).

## Демографія
Згідно з переписом 2010 року, у селищі мешкало 3048 осіб у 1210 домогосподарствах у складі 906 родин. Було 1387 помешкань
Расовий склад населення:
| - 98,0 % — білих - 0,3 % — корінних американців - 0,3 % — чорних або афроамериканців - 0,2 % — азіатів |

До двох чи більше рас належало 0,8 %. Частка іспаномовних становила 0,8 % від усіх жителів.
За віковим діапазоном населення розподілялося таким чином: 21,6 % — особи молодші 18 років, 62,2 % — особи у віці 18—64 років, 16,2 % — особи у віці 65 років та старші. Медіана віку мешканця становила 42,5 року. На 100 осіб жіночої статі у селищі припадало 99,9 чоловіків;  на 100 жінок у віці від 18 років та старших — 100,6 чоловіків також старших 18 років.
Середній дохід на одне домашнє господарство  становив 56 146 доларів США (медіана — 46 452), а середній дохід на одну сім'ю — 60 727 доларів (медіана — 50 768). Медіана доходів становила 41 806 доларів для чоловіків та 27 330 доларів для жінок. За межею бідності перебувало 15,0 % осіб, у тому числі 26,6 % дітей у віці до 18 років та 8,9 % осіб у віці 65 років та старших.
Цивільне працевлаштоване населення становило 1604 особи. Основні галузі зайнятості: виробництво — 22,6 %, освіта, охорона здоров'я та соціальна допомога — 17,1 %, роздрібна торгівля — 11,7 %, мистецтво, розваги та відпочинок — 11,0 %.